# 33 폴리힘니아
33 폴리힘니아 (33 Polyhymnia)는 1854년 10월 28일 프랑스의 천문학자 장 샤코르낙이 발견한 소행성대의 소행성으로 그리스 신화의 여신 폴리힘니아에서 이름을 따왔다. 직경은 약 54km이다.

## 궤도
높은 이심률 (0.338)로 인해 지구에 충분히 가깝게 접근할 수 있어 하늘에서의 겉보기등급이 10까지 도달할 수 있다. 33 폴리힘니아의 궤도는 목성과 평균 22:9 궤도 공명을 이루고 있다.
1. ↑  《(5000) IAU》. Berlin, Heidelberg: Springer Berlin Heidelberg. 2003. 430–430쪽. ISBN 978-3-540-00238-3.